# Peperomia productamenta
Peperomia productamenta är en pepparväxtart som beskrevs av William Trelease. Peperomia productamenta ingår i släktet peperomior, och familjen pepparväxter. Inga underarter finns listade i Catalogue of Life.